# Limnoperna fortunei
Espèce
Synonymes
- Dreissena siamensis Morelet, 1866[2]
- Limnoperna coreana Park & Choi, 2008[2]
- Limnoperna depressa Brandt & Temcharoen, 1971[2]
- Limnoperna lemeslei Rochebrune, 1882[2]
- Limnoperna supoti Brandt, 1974[2]
- Modiola cambodjensis Clessin, 1889[2]
- Modiola lacustris Martens, 1875[2]
- Mytilus martensi Neumayer, 1898[2]
- Volsella fortunei Dunker, 1857[2]

Statut de conservation UICN

 LC  : Préoccupation mineure
Limnoperna fortunei est une espèce de mollusques bivalves d'eau douce de la famille des Mytilidae. Originaire de Chine, l'espèce a été introduite accidentellement en Amérique du Sud où elle est devenue invasive et en Europe.
L'espèce est inscrite depuis 2022 sur liste des espèces exotiques envahissantes préoccupantes pour l'Union européenne. Cela signifie que cette espèce ne peut pas être importée, élevée, transportée, commercialisée, ou libérée intentionnellement dans la nature, et ce nulle part dans l’Union européenne. 

## Liste des sous-espèces
Selon BioLib (1 décembre 2018) :
- sous-espèce Limnoperna fortunei kikuchi T. Habe, 1981